# Baden-Württemberg op het Bundesvision Song Contest
Baden-Württemberg is een van de zestien Duitse deelstaten die deelnemen aan de Bundesvision Song Contest.

## Overzicht
Baden-Württemberg was in de beginjaren van het festival geen echte hoogvlieger. Steeds werd een plek in de middenmoot het eindstation. Een eerste hoogtepunt kwam er in 2009 met de vierde plek van Cassandra Steen met het nummer Darum leben wir. Ook twee jaar later eindigde Baden-Württemberg vierde, dankzij Glasperlenspiel en Echt. In 2012 volgde het hoogtepunt: Xavas, bestaande uit Xavier Naidoo en Kool Savas, zorgde voor de eerste overwinning met het nummer Schau nicht mehr zurück. Hierdoor vond de Bundesvision Song Contest in 2013 plaats in Baden-Württemberg. De gaststaat eindigde daar op de achtste plaats.

## Deelnames
| Jaar | Artiest                          | Lied                    | Plaats | Punten | Taal            |
| ---- | -------------------------------- | ----------------------- | ------ | ------ | --------------- |
| 2005 | Apocalyptica feat. Marta Jandová | Wie weit                | 5      | 77     | Duits           |
| 2006 | Massive Töne                     | Mein Job                | 9      | 47     | Duits           |
| 2007 | Tele                             | Mario                   | 10     | 23     | Duits           |
| 2008 | Laith Al-Deen                    | Du                      | 9      | 46     | Duits           |
| 2009 | Cassandra Steen                  | Darum leben wir         | 4      | 103    | Duits           |
| 2010 | Bakkushan                        | Springwut               | 9      | 39     | Duits           |
| 2011 | Glasperlenspiel                  | Echt                    | 4      | 91     | Duits           |
| 2012 | Xavas                            | Schau nicht mehr zurück | 1      | 172    | Duits en Engels |
| 2013 | Max Herre                        | Fremde                  | 8      | 51     | Duits           |
| 2014 | Max Mutzke                       | Charlotte               | 7      | 58     | Duits           |
| 2015 | Glasperlenspiel                  | Geiles leben            | 6      | 82     | Duits           |

## Festivals in Baden-Württemberg
| Jaar | Plaats   | Zaal      | Presentatoren              |
| ---- | -------- | --------- | -------------------------- |
| 2013 | Mannheim | SAP Arena | Stefan Raab en Sandra Rieß |

Baden-Württemberg · Beieren · Berlijn · Brandenburg · Bremen · Hamburg · Hessen · Mecklenburg-Voor-Pommeren · Nedersaksen · Noordrijn-Westfalen · Rijnland-Palts · Saarland · Saksen · Saksen-Anhalt · Sleeswijk-Holstein · Thüringen